# Wahlen 1832
◄◄ | ◄ | 1828 | 1829 | 1830 | 1831 | Wahlen 1832 | 1833 | 1834 | 1835 | 1836 | ► | ►►

Weitere Ereignisse
Die Liste der Wahlen 1832 umfasst Parlamentswahlen, Präsidentschaftswahlen, Referenden und sonstige Abstimmungen auf nationaler und subnationaler Ebene, die im Jahr 1832 weltweit abgehalten wurden.
Das damalige Wahlrecht entsprach typischerweise nicht den Wahlrechtsgrundsätzen der direkten, geheimen und gleichen Wahl. Zeittypisch waren oft nur kleine Teile der Bevölkerung wahlberechtigt, ein Frauenwahlrecht war nicht gegeben.

## Termine
| Land                   | Datum                  | Link zur Wahl 1832                                   | Link zur letzten Wahl | Bemerkung                                  |
| ---------------------- | ---------------------- | ---------------------------------------------------- | --------------------- | ------------------------------------------ |
| Vereinigtes Königreich | 8. Dez. – 8. Jan. 1833 | Britische Unterhauswahl                              |                       |                                            |
| Sachsen-Altenburg      |                        | Wahl der Landschaft des Herzogtums Sachsen-Altenburg |                       | erste Wahl nach Erlass der Verfassung 1831 |
| Nassau                 | März                   | Wahl für die Landstände des Herzogtums Nassau        | 1825                  |                                            |
| Vereinigte Staaten     | ab dem 7. Juli         | Wahl zum Repräsentantenhaus der Vereinigten Staaten  | 1830                  |                                            |
| Vereinigte Staaten     | 2. Nov. – 5. Dez.      | Präsidentschaftswahl in den Vereinigten Staaten      | 1828                  |                                            |
| Vereinigte Staaten     | 5.–7. Nov.             | Gouverneurswahl in New York                          | 1830                  |                                            |